# NGC 3488
NGC 3488 este o galaxie spirală situată în constelația Ursa Mare. A fost descoperită în 8 aprilie 1793 de către William Herschel. Se află la o distanță de 39,63 de megaparseci de Pământ.